# Tripogon polyanthus
Tripogon polyanthus là một loài thực vật có hoa trong họ Hòa thảo. Loài này được Naik & Patunkar miêu tả khoa học đầu tiên năm 1976.